# Beate Peters
Beate Edeltraud Peters, nemška atletinja, * 12. oktober 1959, Marl, Zahodna Nemčija.
Nastopila je na poletnih olimpijskih igrah v letih 1984 in 1988, leta 1984 je dosegla sedmo mesto v metu kopja. Na svetovnih prvenstvih je osvojila bronasto medaljo leta 1987, kot tudi na evropskih prvenstvih leta 1986.